# Фон Браун (лунный кратер)
Кратер Фон Браун (лат. von Braun) — крупный древний ударный кратер в области западного побережья Океана Бурь на видимой стороне Луны. Название присвоено в честь немецкого и американского конструктора ракетно-космической техники Вернера фон Брауна (1912—1977) и утверждено Международным астрономическим союзом в 1994 г. Образование кратера относится к нектарскому периоду.

## Описание кратера
Ближайшими соседями кратера Фон Браун являются кратер Бунзен на западе; кратер Жерар на северо-западе; кратер Хардинг на востоке-северо-востоке и кратер Лавуазье на юго-западе. Селенографические координаты центра кратера 41°02′ с. ш. 78°05′ з. д. / 41,04° с. ш. 78,08° з. д., диаметр 61,8 км, глубина 2,7 км.
Кратер имеет полигональную форму и значительно разрушен. Вал сглажен и отмечен множеством кратеров, западная часть вала перекрыта сателлитным кратером Лавуазье E. Внутренний склон со следами террасовидной структуры. Дно чаши затоплено и выровнено лавой при застывании которой образовалась система борозд, расположенная в основном в западной части чаши. Помимо этого дно чаши испещрено множеством мелких кратеров, в юго-восточной части чаши расположен приметный маленький чашеобразный кратер.
До получения собственного наименования в 1994 г. кратер имел обозначение Лавуазье D (в системе обозначений так называемых сателлитных кратеров, расположенных в окрестностях кратера, имеющего собственное наименование).

## Сателлитные кратеры
Отсутствуют.

## См.также
- Список кратеров на Луне
- Лунный кратер
- Морфологический каталог кратеров Луны
- Планетная номенклатура
- Селенография
- Минералогия Луны
- Геология Луны
- Поздняя тяжёлая бомбардировка